# Медаки
Медаки (хорв. Medaki) — населений пункт у Хорватії, в Істрійській жупанії у складі громади Светий Ловреч.

## Населення
Населення за даними перепису 2011 року становило 32 осіб.
Динаміка чисельності населення поселення:

## Клімат
Середня річна температура становить 13,57 °C, середня максимальна – 27,19 °C, а середня мінімальна – -0,92 °C. Середня річна кількість опадів – 860 мм.
| Клімат поселення                              | Клімат поселення | Клімат поселення | Клімат поселення | Клімат поселення | Клімат поселення | Клімат поселення | Клімат поселення | Клімат поселення | Клімат поселення | Клімат поселення | Клімат поселення | Клімат поселення | Клімат поселення |
| Показник                                      | Січ.             | Лют.             | Бер.             | Квіт.            | Трав.            | Черв.            | Лип.             | Серп.            | Вер.             | Жовт.            | Лист.            | Груд.            |                  |
| Середній максимум, °C                         | 10,05            | 10,91            | 13,92            | 17,39            | 22,45            | 26,68            | 27,19            | 26,86            | 22,33            | 17,69            | 12,72            | 9,31             |                  |
| Середня температура, °C                       | 4,57             | 5,43             | 8,44             | 11,90            | 16,96            | 21,19            | 23,55            | 23,22            | 18,72            | 14,06            | 9,09             | 5,68             |                  |
| Середній мінімум, °C                          | −0,92            | −0,06            | 2,95             | 6,41             | 11,48            | 15,70            | 19,93            | 19,59            | 15,08            | 10,43            | 5,46             | 2,04             |                  |
| Норма опадів, мм                              | 63               | 52               | 61               | 68               | 64               | 73               | 50               | 75               | 81               | 98               | 99               | 76               |                  |
| Середньомісячна швидкість вітру, м/с          | 2.10             | 2.35             | 2.50             | 2.50             | 2.25             | 2.18             | 2.15             | 2.10             | 2.13             | 2.30             | 2.36             | 2.26             |                  |
| Середньомісячна сонячна радіація, кДж/м²·день | 4481             | 7421             | 10770            | 15298            | 19459            | 21315            | 22402            | 19349            | 14230            | 9069             | 4963             | 3803             |                  |
| --------------------------------------------- | ---------------- | ---------------- | ---------------- | ---------------- | ---------------- | ---------------- | ---------------- | ---------------- | ---------------- | ---------------- | ---------------- | ---------------- | ---------------- |
| Джерело:                                      |                  |                  |                  |                  |                  |                  |                  |                  |                  |                  |                  |                  |                  |